# Теннан
Теннан (яп. 天安 — теннан, «спокій в Піднебесній») — ненґо, девіз правління імператора Японії з 857 по 859 роки.

## Хронологія
- 2 рік *(858) — призначення Фудзівара но Йошіфусу а регентом сессьо (摂政) при 8 річному імператорі Сейва.

## Порівняльна таблиця
| Роки Теннан             | 1    | 2    | 3    |
| Григоріанський календар | 857  | 858  | 859  |
| Китайський календар     | 丁丑 | 戊寅 | 己卯 |